# Rhamphomyia griseonigra
Rhamphomyia griseonigra är en tvåvingeart som beskrevs av Enrico Adelelmo Brunetti 1913. Rhamphomyia griseonigra ingår i släktet Rhamphomyia och familjen dansflugor. Inga underarter finns listade i Catalogue of Life.